# Kensington (Londra)
Kensington è uno dei quartieri più esclusivi e lussuosi di Londra ed è situato nella zona centro-occidentale della città, nel Borgo reale di Kensington e Chelsea di cui è capoluogo, appena a sud-ovest di Hyde Park. Confina a nord con Notting Hill, a est con Brompton e Knightsbridge, a sud con Chelsea e Earl's Court e a ovest con Hammersmith e Shepherd's Bush. Contiene inoltre South Kensington.